# Simon Curtis
Pour les articles homonymes, voir Curtis.
Simon Curtis, né le 11 mars 1960 à Londres, est un réalisateur et producteur de cinéma britannique, notamment connu pour son film My Week with Marilyn.

## Carrière

### Les débuts: entre pièces de théâtre et téléfilms
Simon Curtis commence sa carrière en travaillant au Royal Court Theatre. Il commence comme assistant-directeur pour Top Girls de Caryl Churchill. Il devient par la suite assistant de Danny Boyle et de Max Stafford-Clark. Simon Curtis collabore ainsi à plusieurs productions théâtrales, parmi lesquelles Road, A Lie of the Mind, Roots, Dinner with Friends and The Rise and Fall of Little Voice.
En 1998, il réalise le téléfilm The Student Prince. L'année suivante, il adapte l’œuvre célèbre de Charles Dickens, David Copperfield, dans lequel jouent notamment Daniel Radcliffe et Maggie Smith, qui se retrouvent quelques années plus tard lors de la saga Harry Potter.
En 2007, Simon Curtis réalise Freezing, avant de diriger l'adaptation de la série télévisée Cranford, d'Elizabeth Gaskell, pour la BBC. En juin 2009, il dirige deux nouveaux épisodes de Cranford, pour la période de Noël ; intitulés "Return to Cranford", les épisodes sont diffusés à partir du 20 décembre 2009. En 2010, Curtis dirige une pièce de Lanford Wilson, Serenading Louie, au Donmar Warehouse.
En août 2008, Simon Curtis dirige pour la BBC le drame télévisé A Short Stay in Switzerland, qui reçoit deux nominations, dans la catégorie "Best Single Drama", au Royal Television Society Awards et au British Academy Television Awards,. Ce drame, fondé sur l'histoire vraie du Dr Anne Turner, et interprété par Julie Walters et Stephen Campbell Moore, pose les délicates questions de l'euthanasie, de l'acharnement thérapeutique, de la fin de vie et de la dignité humaine.

### Le succès avec Marilyn Monroe
En 2004, Curtis approche le producteur David Parfitt et lui propose de faire un film fondé sur The Prince, The Showgirl and Me et My Week with Marilyn, deux récits écrits par Colin Clark à partir de ses souvenirs avec Marilyn Monroe. Adrian Hodges écrit et ajuste le scénario. Curtis et Parfitt se rendent alors à la BBC Films et au UK Film Council ; Harvey Weinstein accepte de financer le film. My Week with Marilyn est tourné à la fin de l'année 2010, avec Michelle Williams dans le rôle principal, Kenneth Branagh en sir Laurence Olivier, Julia Ormond en Vivien Leigh et Emma Watson en Lucy, assistante de la star (son premier rôle depuis la fin de la saga Harry Potter). Le film sort dans les salles de cinéma américaines en novembre 2011,.
Michelle Williams reçoit pour ce film un Golden Globes 2012 dans la catégorie "Meilleure actrice-Comédie".
Le 24 janvier 2012, le film reçoit deux nominations aux Oscars 2012 : Michelle Williams dans la catégorie "Meilleure actrice" et Kenneth Branagh dans celle de "Meilleur acteur dans un second rôle".

## Vie privée
Simon Curtis se marie en 1992 avec l'actrice américaine Elizabeth McGovern. Le couple vit avec ses deux filles dans le quartier de Chiswick, à Londres.

## Filmographie

### Cinéma
- 2011 : My Week with Marilyn
- 2015 : La Femme au tableau (Woman in Gold)
- 2017 : Goodbye Christopher Robin
- 2019 : Dans les yeux d'Enzo (The Art of Racing in the Rain)
- 2022 : Downton Abbey 2 : Une nouvelle ère (Downton Abbey: A New Era)
- 2025 : Downton Abbey 3

### Télévision
- 1999 : David Copperfield (téléfilm)
- 2002 : Man and Boy (en) (téléfilm)
- 2007 : Freezing (en) (série télévisée)
- 2009 : A Short Stay in Switzerland (en) (téléfilm)

### Producteur
- 2012 : Friend Request Pending (en) de Chris Foggin (déléguée)